# هلپفو اوتندورف
هلپفو اوتندورف (به آلمانی: Helpfau-Uttendorf) یک منطقهٔ مسکونی در اتریش است که در برونو آم این واقع شده‌است. هلپفو اوتندورف ۲۶٫۳۴ کیلومتر مربع مساحت دارد ۴۱۹ متر بالاتر از سطح دریا واقع شده‌است.